# 琵琶 (越南)

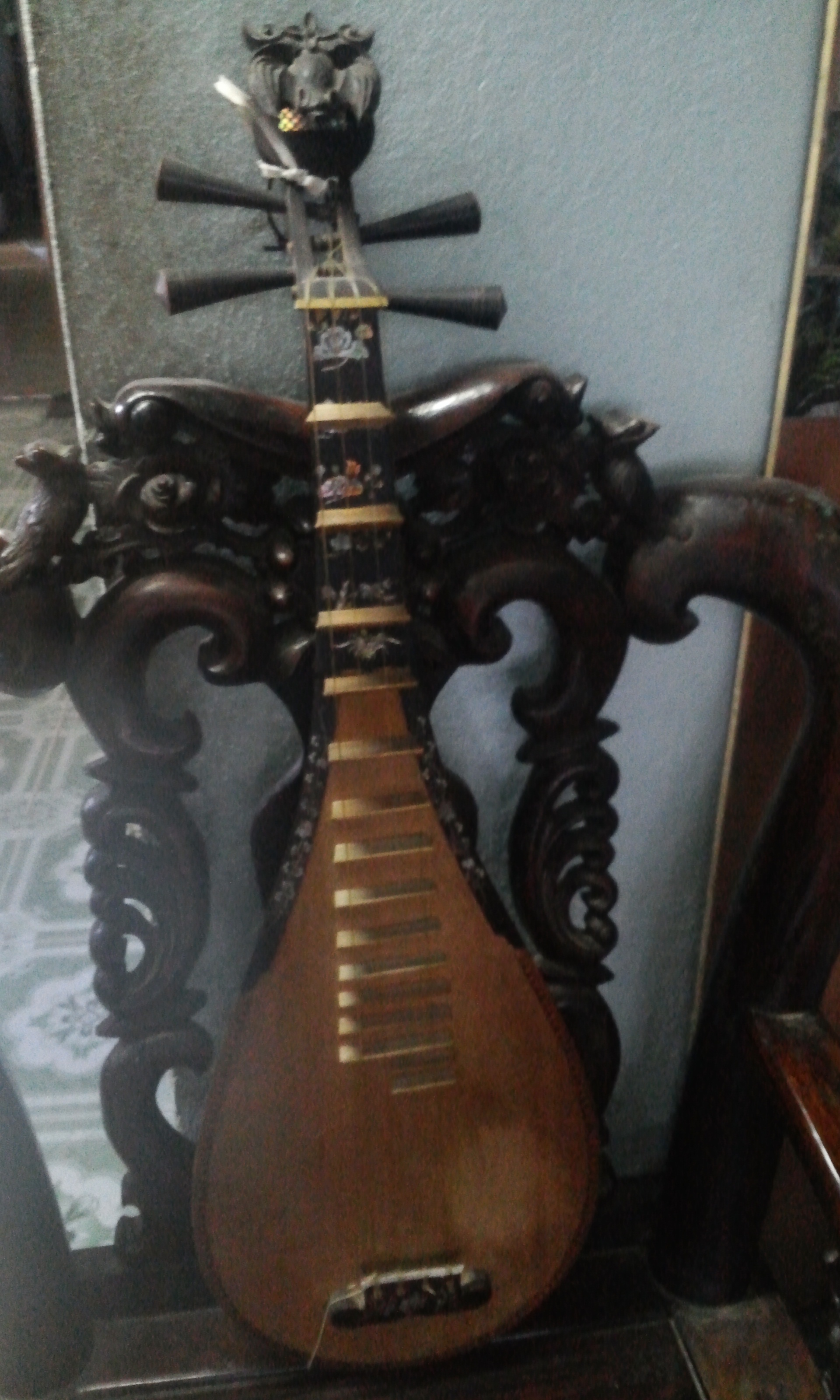
在椅子上的越南琵琶

越南琵琶（越南语：／）是一种主要使用在越南音乐中的拨弦乐器。可分為越南傳統琵琶與越南改組(cai tien)琵琶。前者為斜抱，後者為直抱，並改四相為高品。現今越南琵琶主要為後者。常見以C f g c定絃。越南琵琶的音色与越南月琴 (đàn nguyệt)，越南梅花琴 (đàn sến) 相似。
主要為木質，梨形，有四根尼龍琴弦（以前是絲）。越南琵琶一般在演奏時為近垂直角度，彈奏的方法包括用左手的手指撥弄琴弦來產生不同的音效。越南琵琶經常在皇室場合演奏，現在仍被用在順化皇宮的雅樂表演中。 
越南琵琶的名稱來源自古漢語“琵琶”，其發音為漢越音“tỳ bà”。“Đàn”（彈）置于词首，在越南语中表示“弦乐器”，越南語名詞會在前面表示該事物的類型作為詞頭，越南的其他傳統弦樂器的前半部分也同樣會加上「Đàn」字。李朝和陈朝 (可能到后来的後黎朝)，越南琵琶的形状与日本琵琶相似，但现在已不再使用。 相反，从阮朝到现在，越南琵琶受到中国明清琵琶的影响，但也经过改进以适应越南文化。